# Fusariella obstipa
Fusariella obstipa är en svampart som först beskrevs av Pollack, och fick sitt nu gällande namn av S. Hughes 1949. Fusariella obstipa ingår i släktet Fusariella, divisionen sporsäcksvampar och riket svampar.   Inga underarter finns listade i Catalogue of Life.